# خاروفية كبيرة
خاروفية كبيرة قرية سوريّة تتبع إداريّاً لمحافظة حلب منطقة منبج ناحية مركز منبج، بلغ تعداد سكانها 639 نسمة حسب التعداد السكاني لعام 2004.